# Рибалка
Риба́лка, риболо́в, риба́к — людина, яка займається рибальством (риболовлею). 
Діяльність рибалки є одним з найстародавніших занять людства, яке з'явилось за часів полювання та збирання. Професія рибалки досить розповсюджена в суспільствах з низьким рівнем розподілу праці. 
В таких суспільствах професії коваль, знахар, рибалка утворюють окремі касти. В Західній Африці на річці Нігер живе рибальський народ бозо. Рибальські касти існують також в Індії і Японії.

## Відомі сучасні риболови
- Мартин Боулер (англ. Martin Bowler), головний персонаж популярного британського природознавчого відеосеріалу «Спіймати неможливе» (англ. Catching the Impossible)[4].
- Джеремі Вейд (англ. Jeremy Wade), рибалка-екстремал, біолог, ведучий надпопулярного телесеріалу «Річкові монстри» (англ. River monsters) телеканалу Discovery / Animal Planet[5].